# Oblivion (comics)
Pour les articles homonymes, voir Oblivion.
Oblivion est un personnage de fiction, une entité cosmique évoluant dans l’univers Marvel de la société Marvel Comics. Créé par J. M. DeMatteis et Alan Kupperberg, le personnage apparaît pour la première fois dans Iceman #3 en 1985.
Entité cosmique personnifiant l'un des aspects de la Mort, Oblivion représente la non-existence et la résistance à l’expansion de l’univers.

## Origines
Oblivion est une entité, frère avec Éternité, Infinité (en) et la Mort. Tout comme ces derniers, il considère Galactus comme l'un de ses pairs. Il a un lien très fort l'unissant à la Mort, tout comme l’Éternité est lié à l’Infinité, qui est son plus grand rival. Cette rivalité est généralement entretenue par le combat entre des avatars. Oblivion réside dans une dimension embrumée, appelée Outer Void, qu'il dirige.
Oblivion a une fille, un être appelé Mirage, qui prit autrefois la forme de l’humaine Marge Smith, et rencontra le mutant Iceberg qu'elle voulait utiliser contre son père. Finalement, Iceberg aida le père et la fille à mieux se comprendre et à faire la paix.
Dans son conflit perpétuel contre l’Infinité, Oblivion donna de grands pouvoirs à Maelstrom en faisant de lui son avatar. Il envoya Deathurge, son agent, pour l'assister. Maelstrom tenta de détruire l’univers mais il fut stoppé par Quasar, l'avatar de l’Infinité.
Maelstrom revint à la vie et se retrouva en conflit avec les Vengeurs des Grands Lacs. Dans l'aventure, Deathurge fut vaincu par Mr. Immortal et Oblivion fit de Doorman, récemment, décédé son nouvel agent. Au Noël suivant, Deathurge essaya de reprendre son poste mais échoua au test imposé par Oblivion.
Quand Drax et Phyla-Vell furent temporairement tués par Mentor pour retrouver Dragon-Lune, perdue dans les limbes de l’Outer Void, les héros affrontèrent le Dragon de la Lune et son laquais d'alors, Maelstrom. Avec l'aide de Quasar, Phyla-Velle remporta le combat et devint le nouvel avatar de la Mort.

## Pouvoirs et capacités
- Oblivion possède des pouvoirs cosmiques qu'il utilise pour des effets variés.
- N'ayant pas de forme physique, il utilise une portion de sa vaste énergie pour se manifester dans le monde réel. Mais il préfère employer des créatures inférieures pour agir dans la réalité.
- Il est immortel et n'a pas besoin de respirer, manger ou dormir.
- Lorsqu'il le souhaite, il peut transmettre une infime partie de ses pouvoirs à une personne, qui devient alors son avatar.